# Damien Gaudin
Damien Gaudin (Beaupréau, Maine y Loira, 20 de agosto de 1986) es un ciclista francés. Debutó como profesional en 2008 con el equipo Bouygues Telecom, luego denominado Team Europcar. Se retiró en 2021 cuando competía en el mismo equipo, entonces llamado Team TotalEnergies.

## Trayectoria
Además de ciclista de carretera, ha destacado también como pistard, siendo campeón nacional francés en varias modalidades. Es cuádruple campeón de Francia en persecución por equipos (2008, 2009, 2010, 2011) y triple campeón de Francia en madison (2006, 2008 y 2010) y en persecución individual (2009, 2010 y 2012).
Su primera victoria en carretera la consiguió como amateur en la París-Roubaix sub-23 en 2007 lo que le hizo dar el salto a profesionales al año siguiente. Su principal victoria como ciclista profesional fue el prólogo de la París-Niza de 2013, disputado sobre poco menos de tres kilómetros en la localidad de Houilles (Yvelines), imponiéndose a corredores ilustres como Sylvain Chavanel o Lieuwe Westra.

## Palmarés

### Carretera
2013
- 1 etapa de la París-Niza
- Gran Premio Cholet-Pays de Loire

2017
- 1 etapa del Tour de Normandía
- Tro Bro Leon
- 1 etapa del Tour de Bretaña
- 1 etapa del Tour de Luxemburgo
- 1 etapa de la Vuelta a Portugal

2018
- 1 etapa del Tour de Luxemburgo[2]

### Pista
2006 (como amateur)
- Campeonato de Francia Madison (haciendo pareja con Thibaut Mace)

2008
- 3.º en el Campeonato de Francia Puntuación
- Campeonato de Francia Madison (haciendo pareja con Sébastien Turgot)
- Campeonato de Francia Persecución por Equipos

2009
- Campeonato de Francia Persecución
- Campeonato de Francia Persecución por Equipos

2010
- Campeonato de Francia Persecución
- Campeonato de Francia Persecución por Equipos
- Campeonato de Francia Madison (haciendo pareja con Benoît Daeninck)

2011
- 2.º en el Campeonato de Francia Persecución
- Campeonato de Francia Persecución por Equipos (haciendo equipo con Benoît Daeninck, Morgan Lamoisson y Julien Morice)
- 3.º en el Campeonato de Francia Madison (haciendo pareja con Kévin Réza)

2012
- Campeonato de Francia Persecución

2015
- 3.º en el Campeonato de Francia Persecución por Equipos

## Resultados en Grandes Vueltas
Durante su carrera deportiva consiguió los siguientes puestos en las Grandes Vueltas. 
| Carrera | Carrera         | 2008 | 2009  | 2010  | 2011 | 2012 | 2013 | 2014  | 2015  | 2016 | 2017 | 2018  | 2019 | 2020 | 2021 |
| ------- | --------------- | ---- | ----- | ----- | ---- | ---- | ---- | ----- | ----- | ---- | ---- | ----- | ---- | ---- | ---- |
|         | Giro de Italia  | —    | —     | 136.º | —    | —    | —    | —     | —     | —    | —    | —     | —    | —    | ―    |
|         | Tour de Francia | —    | —     | —     | —    | —    | —    | —     | 146.º | —    | —    | 140.º | —    | ―    | —    |
|         | Vuelta a España | —    | 139.º | —     | —    | —    | —    | 132.º | —     | —    | —    | —     | —    | —    | ―    |

—: no participa

Ab.: abandono

## Equipos
- Bouygues/Europcar (2008-2013)
  - Bouygues Telecom (2008)
  - Bbox Bouygues Telecom (2009-2010)
  - Team Europcar (2011-2013)
- Ag2r La Mondiale (2014-2016)
- Armée de terre (2017)
- Direct Énergie/Total (2018-2021)
  - Direct Énergie (2018-04.2019)
  - Team Total Direct Énergie (04.2019-06.2021)
  - Team TotalEnergies (06.2021-12.2021)